# Ström (naturreservat)
Ström är ett naturreservat i Umeå kommun i Västerbottens län.
Området är naturskyddat sedan 2015 och är 50 hektar stort. Reservatet omfattar två delar, den västra med Brännberget med kringområde och den östra åtskild av åkern Sörgärdan. Reservatet består av till stor del av grandominerad barrskog. Det finns också många gamla grova tallar, hällmarkstallskog och lingontallskog.